# Лик, Джеймс
Джеймс Лик (англ. James Lick; 25 августа 1796, Фредериксбург, Пенсильвания — 1 октября 1876, Сан-Франциско, Калифорния) — американский производитель фортепиано, магнат в сфере недвижимости, садовод и филантроп. Лик начал свою карьеру в качестве производителя фортепиано в Нью-Йорке. Через год он эмигрировал в Южную Америку, где за 27 лет нажил небольшое состояние на фортепиано. В 51 год он вернулся в Штаты и поселился в Калифорнии. Он вложил свои деньги в недвижимость, которую Калифорнийская золотая лихорадка подняла до такой степени, что он стал самым богатым человеком в Калифорнии. Он передал управление своей собственностью агенту и удалился на свои земли, чтобы посвятить себя садоводству. Лик умер в возрасте 80 лет. Он жертвовал бо́льшую часть своего богатства на благотворительность, патриотические и научные проекты. Самым важным из них было создание обсерватории, которая теперь носит его имя.

## Биография

### Ранние годы (1796–1818)
Лик был старшим из семи детей в семье Джона Лика и Сары Лонг. Его отец родился в Норристауне как Йоханнес Люк. Он поселился как мебельщик в Стампстауне, позже Фредериксберге, где он американизировал своё имя под Джонуюа Лика. Помимо столярной мастерской, он владел фермой.
Молодой Джеймс Лик рос в Пенсильвании, где большинство населения составляли потомки немецкоязычных иммигрантов. Помимо английского, немецкий язык также использовался в качестве официального языка в этой области. Джеймс Лик научился свободно говорить на обоих языках. Он должен был помочь в молодом возрасте на ферме своих родителей, где он должен был заниматься всеми обычными делами. Он сделал это с удовольствием и перенял любовь к садоводству от своей матери.
Джеймс находился под сильным влиянием своего деда Вильгельма Люка. Тот приехал в Пенсильванию в качестве иммигранта из Вестфалии в 1765 году. Он сражался под командованием генерала Джорджа Вашингтона в американской войне за независимость. Вильгельм часто рассказывал внуку о трудностях, которые он перенес, когда служил в лагере Велли-Фордж. Он также передал Джеймсу свое восхищение Томасом Пейном, автором брошюры «Здравый смысл», который морально и политически оправдывал борьбу за независимость.
В 13 лет Лик присоединился к отцу. Его столярная мастерская была тяжёлой школой, в которой работы Джеймса отклонялись, пока не стали безупречны. Джон Лик не только обучил своего сына техническим навыкам изготовления мебели, но и научил его использовать художественные возможности ремесла.
Когда Лику исполнился 21 год, его подруга Барбара Снавли оказалась беременной. Лик спросил ее отца, мельника, разрешить ей жениться. Он отказался, сказав, что Лик получит руку дочери, только если у него будет мельница, такая же большая и дорогая, как и его собственная. На что Лик ответил, что однажды ему будет принадлежать мельница по сравнению с мельницей Снавли, напоминающей свинарник. В июне 1818 года Барбара родила сына, которого она назвала Джон Генри Лик. Лик не видел ни матери, ни ребёнка.

### Производство фортепиано (1819–1848)
В начале 1819 года Лик покинул родную деревню и переехал в деревню в поисках работы. После работы в нескольких городах с переменным успехом, он спустя 6 месяцев прибыл в Балтимор, где обучался у производителя фортепиано. Год спустя он переехал в Нью-Йорк и открыл собственную фортепианную мастерскую. В 1821 году он заметил, что большинство пианино, которые он построил, были экспортированы в Южную Америку. Он решил поехать в Буэнос-Айрес, чтобы построить там жизнь со своими знаниями и навыками.

### Аргентина
Лик отплыл из Нью-Йорка в августе 1821 года. Путешествие прошло через западное побережье Африки, где была собрана партия соли. В конце ноября судно достигло Буэнос-Айреса. Политическая ситуация в Аргентине была взрывоопасной, и имели место многочисленные акты насилия. Лик быстро выучил испанский, но ему потребовалось больше года, чтобы приспособиться к климату и пище. Он часто болел.
Несмотря на трудности, ему удалось построить процветающий бизнес в неспокойном Буэнос-Айресе. В Южной Америке светская жизнь происходила в основном дома, и танцы под фортепианную музыку занимали важное место. Фортепьяно, которые построил Лик, высоко ценились, потому что они отличались художественными деталями и музыкальным качеством. В дополнение к пианино Лик также делал комоды в своей мастерской, как его учил отец.

#### Путешествие в Европу
В 1825 году Лик был достаточно обеспечен, чтобы назначить управляющего бизнесом. Это позволило ему совершить поездку в Европу, где он надеялся восстановить здоровье. Он путешествовал по Англии, Франции и германских государств. Он посетил ботанические сады Лондона и Парижа, Версальский замок и Вестфалию, где родился его дед. Он также посетил много руин и других археологических памятников. После почти года в Европе он отправился в Буэнос-Айрес, в добром здравии и с новыми идеями для своей компании.
Тем временем Аргентина ввязалась в войну с Бразильской империей, которая длилась с 1825 по 1828 год. Бразильские корабли, блокировавшие порт Буэнос-Айреса, захватили корабль, на котором путешествовал Лик. Члены экипажа и пассажиры были захвачены и доставлены на "Рио-де-ла-Плата" в Монтевидео. Лик сбежал на похоронах сокамерника, который был убит, пытаясь сбежать. Похороны проходили за пределами города, и Лик воспользовался суматохой, созданной во время церемонии, спрятавшись в кустах. Когда стемнело, он убежал, избегая солдат, которые искали его. На следующий день он достиг аргентинской границы. Гид доставил его и пятерых попутчиков пешком за 18 дней в Буэнос-Айрес.
Вернувшись в Буэнос-Айрес, Лик нашёл свою компанию менее процветающей, чем оставил ее. Он восстановил его в короткие сроки и одновременно искал дополнительные источники дохода. Во время своей европейской поездки он заметил, что в торговле мехом Бобровой крысы, грызуна, родом из Южной Америки, было много денег. Он заключал соглашения с трапперами и отправлял меха в Англию в больших масштабах.

#### Ремиграция
Через несколько лет после возвращения в Буэнос-Айрес Лик решил, что его состояние достаточно велико, чтобы вернуться богатым человеком в родную деревню и снова просить руки отца Барбары. Насколько нам известно, Лик не написал ни одного письма Барбаре после отъезда  из Стампстауна. Он несколько раз сообщал своей семье о своем опыте, но не упоминал, что подумывает о возвращении. В ответах, которые он получал, они никогда не упоминали Барбару и их сына.
Возвращение Лика в 1832 году – с 40 000 долларов пальто в багаже — должно было быть триумфальным, но он столкнулся с двумя разочарованиями. Его отец умер в 1831 году, и Барбара Снавли вышла замуж через два года после его отъезда. Лик пытался связаться с ней и своим 14-летним сыном. Напрасно: Барбара покинула деревню, как только услышала о возвращении Лика и скрывалась. Через две недели Лик решил отказаться от своего плана переезда в Америку. Он продал свои меха, запасся товарами, которых не хватало в Аргентине, и вернулся в Буэнос-Айрес.

#### Чили и Перу
Вернувшись в Аргентину, он нашел свое дело в хорошем состоянии. Однако политическая ситуация значительно ухудшилась. Из-за угрозы революции Лик уехал в Чили в ноябре 1832 года. Он путешествовал на корабле, который плавал вокруг мыса Горн и столкнулся с штормами , плавучими айсбергами и коварными течениями . Поездка длилась более двух месяцев. Он поселился в районе за пределами Вальпараисо, известном своими фруктовыми садами, и открыл магазин пианино и шкафов. В течение короткого времени его бизнес процветал и здесь. В свободное время он занимался садоводством.
После почти четырех лет политических событий он был настолько обеспокоен, что решил обменять Чили что решил обменять Чили на, по его мнению, более стабильное Перу. На Рождество 1836 года Лик прибыл в порт Кальяо. Он поселился в Лиме, оживлённом мегаполисе в то время. В процветающем городе Лик сделал себе имя, как янки, который построил самые красивые пианино Лимы. Он стал известной личностью и смог получить доступ в круг состоятельных людей. Этот успех не повлиял на его образ жизни; Лик продолжал жить трезво и относиться к своим работникам как к равным. Деньги, которые он заработал на торговле пианино, он инвестировал в другие компании, включая театр и арену для корриды.

### Магнат недвижимости и садовод (1849–1872)
В 1846 году Лик решил вернуться в Соединённые Штаты. Он внимательно следил за американской политикой в газетах и знал о начале Американо-Мексиканской войны. Он был убеждён, что Штаты выиграют войну и аннексируют Калифорнию; к его ожиданию область со многими возможностями. он ожидал, что в этом районе будет много возможностей. Большинство сотрудников Лика были мексиканского происхождения. После того, как началась война, они уехали воевать на стороне мексиканцев.
Лику потребовалось восемнадцать месяцев, чтобы лично доставить все заказы, которые он уже принял. Затем он продал свой бизнес за 30 000 долларов — половину оценочной стоимости — и переехал в Сан-Франциско. В дополнение к своему рабочему столу, инструментам и сейфу с золотыми перуанскими монетами он взял 600 фунтов шоколада, который купил у своего соседа в Лиме и быстро продал в Калифорнии.

#### Сан-Франциско
Лик прибыл в Сан-Франциско 7 января 1848 года. 24-го числа того же месяца золото было найдено в американской реке близ Коломыи, а 2 февраля был подписан мир Гваделупы Идальго, в котором Мексика отказалась от Калифорнии. В преддверии окончания войны американские военные чиновники продали с аукциона районы Сан-Франциско, на которые они претендовали от имени правительства. Покупателей воодушевили оптимистичные перспективы властей США.
Многие из них чувствовали себя обманутыми, потому что обещанное процветание не осуществилось. Они были готовы продать своё имущество Лику, который искал место для своих золотых монет. С начала февраля до середины марта 1848 года Лик приобрел 37 участков по ценам от 16 до 3000 долларов. Самой дорогой покупкой был дом из высушенных на солнце кирпичей с погребом. Лик снял дом, спрятал сейф в подвале и положил на крышку тяжёлый верстак.
Открытие золота вызвало огромные изменения в Калифорнии. Весть о раскрытии золота распространилась, и в мае 1848 года многие в Калифорнии были охвачены золотой лихорадкой. Лик попытал счастья на золотых приисках в течение недели, но почти не нашел золота и пришел к выводу, что его будущее не в золотых приисках, а в Сан-Франциско. Он предвидел, что город превратится в торговый центр, и решил купить как можно больше земли.
Поскольку многие хотели оставить дом и очаг, чтобы попытать счастья на золотых приисках, Лик смог купить много участков в городе по низким ценам. Он также купил большие участки в округе Санта-Клара, на озере Тахо и в округе Напа. В 1849 году золотые находки стали известны во всем мире и наступила Калифорнийская золотая лихорадка. Население Сан-Франциско увеличилось с 1000 до 20 000 в первые два года после прибытия Лика. В результате строительства здания инвестиции Лика резко выросли в цене. Его владения превратились в устойчивую империю, которая сделала его самым богатым человеком в Калифорнии в то время.
В 1849 году Лик назначил агента по управлению своей собственностью в Сан-Франциско. Отныне он вмешивался в свою собственность только тогда, когда его земля была занята старателями или когда его права собственности оспаривались. Лик играл в игру трудно. Он назначил патрульных охранять его владения и отгонять старателей. Если права на собственность, которую он покупал, оспаривались — а это случалось часто, — он нанимал лучших юристов.

#### Алвисо
Лик покинул город и поселился в округе Санта-Клара, где он владел большим участком. Он был расположен недалеко от портового города Алвисо в устье реки Гуадалупе и занимал более 80 гектаров. Лик специально купил этот участок, потому что нём была старая мельница. Он превратил её в трёхэтажное здание, используя красное дерево, кедр и медные украшения. Лик снабдил нижние два этажа самыми современными машинами, которые работали на воде реки и имели производительность 200 баррелей (1 баррель = 115,6 литра) в день. Мансардный этаж служил спальным местом более тысячи голубей.
В дополнении к мельнице Лик построил зернохранилище с диаметром более двадцати метров, противопожарное и недоступное для крыс. Он сделал большую часть работы сам, и проект обошёлся ему в 200 000 долларов. Когда мельница была закончена в 1855 году, Лик сфотографировал строение изнутри и снаружи и отправил записи отцу Барбары, о котором он не был уверен, что она все ещё жива.
В том же 1855 году Лик отправил письмо своему сыну Джону, которого он никогда не видел, и приглашая его приехать в Альвизо. Когда Джон после некоторой настойчивости согласился, Лик услышал от него, что Барбара умерла четыре года назад. Лик предложил сыну разделить с ним жизнь и богатство и сделал его управляющим мельницей. Джон переехал к отцу в его хижину, но отец и сын не очень хорошо ладили. Лик был раздраже́н тем, что его сын мало чем занимался, кроме чтения романов и ведения дневника. Он пытался убедить Джона читать его научные книги или пойти в среднюю школу, но Джон не проявлял интереса. Однако он согласился на годичную поездку в Европу, оплаченную его отцом. Вернувшись, он снова занял должность управляющего мельницей, но по-настоящему в дело не вмешивался.
После того, как работы на мельнице и в зернохранилище были закончены, Лик начал концентрироваться на выращивании фруктов. В результате золотой лихорадки в Калифорнии цены на продукты питания резко возросли. Например, яблоки стоили 5 долларов за штуку. Лик растил импортные яблоневые, сливовые, абрикосовые и грушевые деревья в больших масштабах. При этом он построил сады, которые в конечном счёте покрыли 40 гектаров. Он держал все в своих руках и основал свой собственный питомник, где выращивал деревья для себя и для других производителей фруктов. Зимой у него был штат из 15 садоводов, который летом значительно расширялся; в среднем он платил 750 долларов в месяц.
Лик экспериментировал с новыми методами ухода за деревьями и оплодотворения. Он собирал отходы животных в больших масштабах. Он сам ходил в рестораны, чтобы забрать оставшиеся кости и водил свой старый фургон по району в поисках останков животных, таких как кости, рога и копыта. Таким образом, в его хижине образовалась куча мусора, который он перемалывал в удобрения на своей мельнице. Он также использовал помёт своих голубей для удобрения растений. Он продавал урожай на рынке Сан-Франциско. Лик также привозил редкие растения, которыми засаживал целые сады. Например, он ввёл эвкалиптовое дерево в Калифорнии. Чтобы быть уверенным, что они будут хорошо расти, он перевез тонны австралийской почвы через Тихий океан.
Лик получил признание со своей работой. На калифорнийской государственной ярмарке 1856 года стенд, на котором Лик демонстрировал свои фрукты, был самым большим и разнообразным из представленных на выставке. В 1859 году комитет Калифорнийского государственного сельскохозяйственного общества осмотрел компанию Лика. Отчет о посещении обнаружил, что Лик со своим непоколебимым рвением создал одно из самых ценных мест в Калифорнии. Своими инновационными методами он смог вырастить очень большие груши. Фотографии были выставлены на Всемирной выставке 1862 года в Лондоне.
В надежде улучшить сложные отношения с сыном, Лик построил колониальный особняк Lick Mansion рядом с мельницей в 1860 году с мраморным камином в каждой из 24 комнат. К его разочарованию, Джон предпочел хижину. Джеймс Лик переехал в дом сам, но обставил только несколько комнат. В одном из них он хранил свою коллекцию научных, метафизических и богословских книг. В гостиной стояли стулья и пианино. Лик тогда спал здесь на матрасе, который он положил на твердую землю. Он использовал многие комнаты, чтобы высушить фрукты из своих садов.
Несмотря на свои трезвые привычки, Лик любил роскошь. Это было уже очевидно из строительства особняка Лика, но стало более очевидным, когда в 1861 году он задумал построить роскошный отель в Сан-Франциско. Чтобы не пришлось продавать лоты, Лик взял в банке кредит в размере 400 тысяч долларов на финансирование строительства и декора отеля, который был назван The Lick House при его открытии в 1862 году, считался лучшим к западу от Миссисипи. Здание имело три этажа. Обеденный зал на 400 мест был смоделирован по образцу столовой, которую лик видел 35 лет назад в Версальском замке.
Лик единолично вырезал и поместил большую часть из почти 90000 элементов деревянного мозаичного пола в столовой. Зал освещался в течение дня двенадцатью стеклянными куполами в крыше и ночью двумя большими подсвечниками с газовым освещением и 36 настенными светильниками. На стенах висели картины маслом с одиннадцати калифорнийских пейзажей. Столовая превратилась в место встречи элиты Сан-Франциско. В течение пяти лет лик был в состоянии погасить кредит, который он взял благодаря арендной плате в размере 7500$, которую отель давал ежемесячно. Дом Лика был разрушен большим пожаром в Сан-Франциско, последовавшим за землетрясением 1906 года.
Отношения с сыном Джоном становились все хуже и хуже, достигая низшей точки, когда Джон присматривал за своим попугаем в отсутствие отца. Вернувшись домой, лик обнаружил попугая в загрязненной клетке, без воды и без еды. Джон в конце концов уехал в Пенсильванию в 1863 году. Вскоре после этого Лик предложил свою землю Альвизо, включая мельницу, сарай и другие здания, за 250 000 долларов, то есть вдвое меньше, чем стоило ему.

#### Сан-Хосе
Имущество Лика в Санта-Кларе было сильно обеспокоено ежегодными наводнениями в Гуадалупе, которые сделали его компании финансово неудачными. Чтобы избавиться от неприятностей, Лик переехал в 1870 году в район к югу от Сан-Хосе. На землях площадью более 42 гектаров, которые он купил в 1855 году за 1200 долларов, он построил усадьбу Лик, место гораздо более скромное, чем особняк Лик. Вокруг всего участка Лик построил деревянный забор,который был врыт на глубину более 40 сантиметров и предназначался для того, чтобы не пускать диких животных в сады. Он направлял предгорье Гуадалупе, которое пересекало его землю, и инвестировал в улучшение земель.
Лик перенес почти все деревья и растения из своих старых садов в усадьбу Лик. Операция длилась два года, и в течение этого периода караван телег и повозок путешествовал по Сан-Хосе каждый рабочий день. Лик не ограничивался фруктовыми деревьями, он импортировал эвкалипты, штопоры, акации и пальмы, чтобы обеспечить тень и украшение. Две акации в Альвизо были слишком велики, чтобы их можно было сдвинуть. Он распилил их и сделал шпон из нижней части. Остальное он перерабатывал в древесину. У него был пианист, который, как он знал по образованию, строил пианино, в котором использовался шпон. Он положил пианино между большими дверями, которые вели в гостиную его нового дома и которые были в той же облицовке.
Тем не менее , когда он жил в Alviso, Лик был с компанией из Ирвингтона в East Coast заказал реплику оранжереи в Кьюв Лондоне . Он был задуман как подарок городу Сан-Хосе, но после того, как местная газета раскритиковала его характерную потертую одежду, Лик отозвал подарок. Когда заказанная копия была доставлена на корабле через мыс Горн в Лик Хомстед через несколько лет, Лик не открыл ни одного из большого количества деревянных ящиков.
Лик не смог продать свои активы в Alviso, и в январе 1873 года он передал их в дар мемориальной ассоциации Томаса Пейна в Бостоне. Он приказал продать мельницу, а половину вырученных средств направить на строительство мемориального зала для Пейна в Бостоне. Вторую половину нужно было инвестировать таким образом, чтобы содержание монументального здания можно было финансировать за счет поступлений. Когда агент Ассоциации продал мельницу без консультации всего за 18 000 долларов, Лик был очень разочарован и не хотел иметь ничего общего с проектом Paine. проектом Пейна. Мельница —известная как Mahogany Mill (Мельница красного дерева) или Lick's Folly (лижет глупость) — была уничтожена пожаром в 1882 году.

### Последние годы (1873–1876)
Когда ему было 76 лет, в апреле 1873 года Лик перенёс инсульт. Он немного поправился и переехал в двухкомнатный номер в Лик-Хаусе, потому что ему требовался постоянный уход. Первоначально он решил, что после его смерти его состояние должно быть потрачено на строительство статуй его и его родителей, которые будут видны с моря. Тем не менее, он понял, что эти изображения могут быть легко использованы в качестве цели для обстрела с моря. Его второй план состоял в том, чтобы построить пирамиду из блоков домов, которыми он владел. Это должно было стать пирамидой крупнее пирамиды Хеопса.
В конце концов он решил отдать большую часть своих активов в доверительное управление. В июне 1874 года он назначил семерых «попечителей», все из которых были видными жителями Сан-Франциско. Им было поручено распоряжаться доверенными им активами в размере 3 000 000 долл. США и распределять их по публичным местам назначения, указанным в доверенности. В то время общие активы Лика оценивались в четыре-пять миллионов долларов.  Его владения включают, в дополнение ко многим свойствам в Сан-Франциско и долине Санта-Клара, сельскохозяйственные предприятия на берегах озера Тахо, ранчо в округе Лос-Анджелес и весь остров Санта-Каталина у побережья Южной Калифорнии.
Это завершилрсь, когда попечители потребовали, чтобы сын Лика Джон получил более 3000 долларов, предусмотренных в трастовом договоре. Они опасались, что Джон подаст иск, который может надолго заблокировать расходы на выбранные направления. Лик не признавался: тот, кто позволил попугаю, вверенному его заботам, погибнуть, не имел чувства ответственности и не имел права ни на что. Разногласия усилились, и Лик вызвал попечителей уйти в отставку. После их отказа он нанял адвоката, который заставил их уйти в отставку. В сентябре 1875 года Лик назначил пять новых попечителей, в том числе сына Джона, который, однако, не принимал активного участия в собраниях треста и продолжал жить в Пенсильвании. Другие попечители посоветовали Лику признать его сына и выделить ему более высокую сумму. Лик не признал Джона, но увеличил его наследство до 150 000 долларов.
Отношения между Ликом и новыми доверенными лицами через некоторое время также пошли наперекосяк. Самым важным наследием, которое Лик заложил в трастовом договоре, было строительство и проектирование обсерватории. Лик неоднократно призывал попечителей принять меры в этом вопросе. В сентябре 1876 года, когда планы обсерватории еще не были предприняты достаточно энергично, Лик заменил четырех из пяти попечителей; только председатель остался в должности. Новые попечители, в отличие от своих предшественников, были не политиками, банкирами или влиятельными бизнесменами, а людьми среднего класса, которых, как подозревал Лик, не отвлекли бы юридические детали и решительно воплотили в жизнь то, что было заложено в доверии.
Встревоженный слухами о том, что он сошёл с ума, Лик собрал попечителей вместе для обсуждения. Он опасался, что иск будет объявлен расторгнутым по причине невменяемости. Чтобы пресечь эту опасность в зародыше, попечители поручили девяти врачам осмотреть Лика. Они единогласно признали его психически здоровым. Вскоре после этого Джон навестил отца. После долгого разговора, в котором Джон спросил, почему незнакомцы унаследовали гораздо больше, чем их ближайшие родственники, отец и сын заключили мир. Джон пообещал попечителям не оспаривать доверительное соглашение, если наследство родственникам Лика будут увеличены, и вернулся в Пенсильванию.
1 октября 1876 года Джеймс Лик скончался среди попечителей, членов правления Общества пионеров Калифорнии и журналистов всех местных утренних газет, которые отказались покинуть комнату умирающего. Его выложили в Лик-Хаусе, где жители Сан-Франциско три дня проходили мимо, чтобы увидеть останки. В похоронной процессии участвовали тысячи высокопоставленных лиц и бизнесменов. Вдоль маршрута выстроились ряды людей, чтобы отдать Лику последнюю честь, а по всему Сан-Франциско приспущены флаги.
В 1874 году он передал 3 млн долларов в распоряжение семи доверенных лиц, которыми они должны были быть применены в будущем для определённых целей. Основными целями расходования этих средств были:
- 700 тысяч долларов — на строительство обсерватории при Калифорнийском университете с размещением там телескопа более мощного, чем какой-либо другой существующий (ныне обсерватория носит его имя),
- 540 тысяч — на создание и обустройство в Сан-Франциско Калифорнийской Школы механических искусств,
- 150 тысяч — для строительства и обслуживания бесплатных общественных бань в Сан-Франциско,
- 100 тысяч — для создания трёх скульптурных мемориалов из бронзы, призванных отображать три периода в калифорнийской истории, которые предполагалось разместить перед зданием муниципалитета Сан-Франциско,
- 60 тысяч — для установки в Голден-Гейт-Парке в Сан-Франциско, мемориала Ф. С. Ки, автору гимна США.

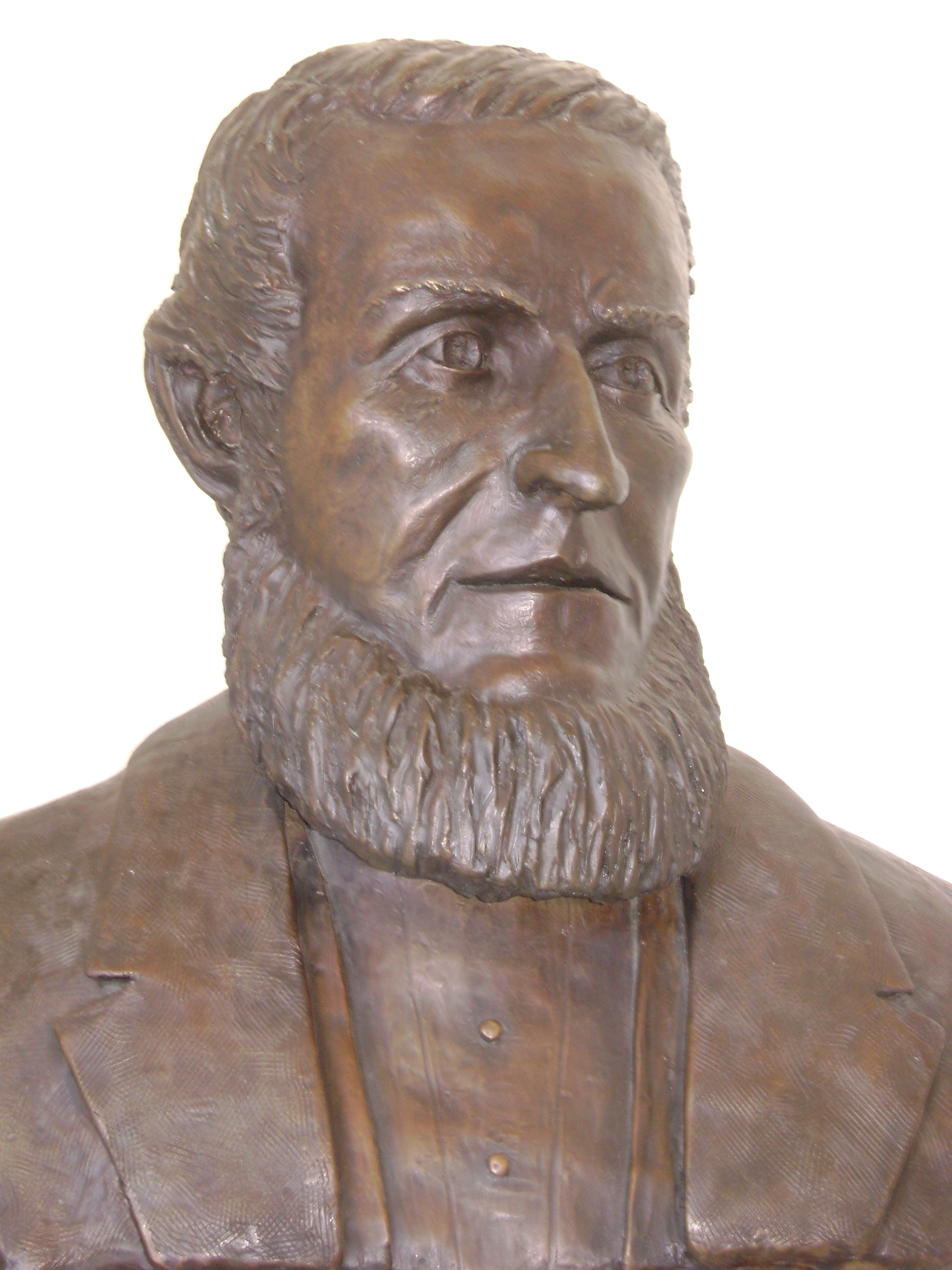
Памятник в Ликской обсерватории

## Память
В 1935 г. Международный астрономический союз присвоил имя Джеймса Лика кратеру на видимой стороне Луны.